# Шашечница кавказская
Шашечница кавказская (Melitaea caucasogenita) — вид дневных бабочек рода Шашечницы (Melitaea) семейства Нимфалиды (Nymphalidae). Длина переднего крыла 13—19 мм. Задние крылья сверху с затемнением в базальной области. В гениталиях самца отростки тегумена относительно длинные и достигают вершины гарпы.

## Этимология названия
Caucasogenita (с латинского) — буквально «рожденная на Кавказе».

## Ареал
Северо-восточная Турция, Азербайджан, Армения, высокогорья Большого Кавказа.
Населяет субальпийскую и альпийскую зона Большого Кавказа. В России вид известен с юга Ставропольского края (окрестности Железноводска), высокогорий Карачаево-Черкесии, Приэльбрусья, Кабаньего ущелья в Северной Осетии и Северно-Осетинского заповедника.
Бабочки населяют субальпийские увлажненные луга, обширные разнотравные луговины в лесу на высоте с 1500 по 2400 метров над уровнем моря, в предгорьях отмечается на высоте около 1000 метров над уровнем моря.

## Биология
Развивается в одном поколении за год. Время лёта бабочек в июне — июле. Бабочки питаются на горце (Polygonum), васильках (Centaurea), лютике (Ranunculus). Порой большими группами собираются на увлажненной почве, у водотоков.
Самки делают кладки на нижнюю сторону листьев. Зимует, вероятно, гусеница 2 — 3 возраста. Кормовые растения гусениц: вероника (Veronica sp.).